# Khulna University of Engineering & Technology
Die Khulna University of Engineering & Technology, allgemein bekannt als KUET, ehemals BIT, Khulna, ist eine öffentliche Universität in Bangladesch, deren Schwerpunkt auf Bildung und Forschung im Bereich Ingenieurwesen und Technologie liegt.

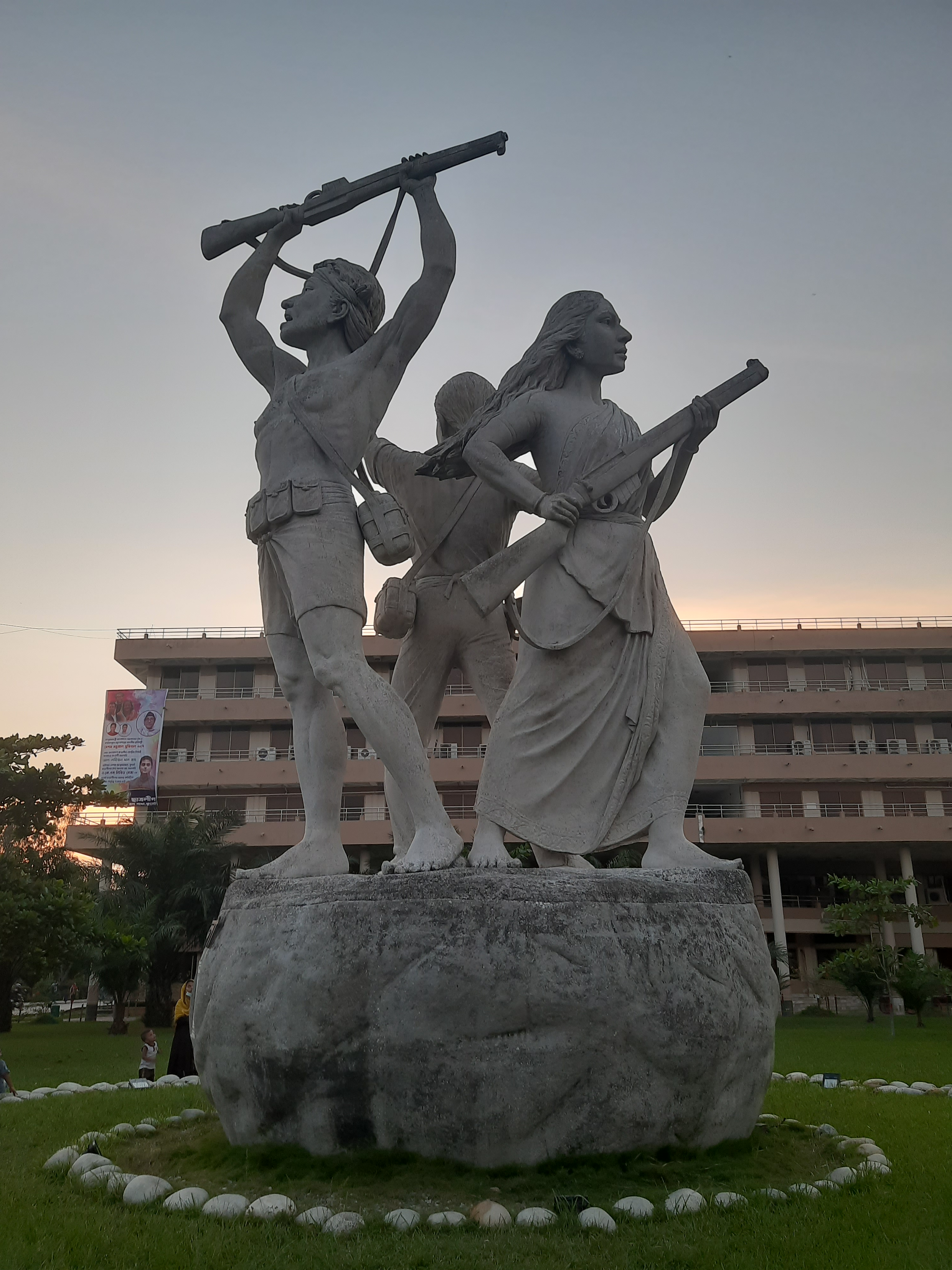
Durbar Bangla at KUET